# Provinciale weg 403
De provinciale weg 403, ook wel N403, is een provinciale weg in de provincies Utrecht en Noord-Holland lopend vanaf de N402 even ten zuiden van Loenen aan de Vecht naar Oud-Loosdrecht. De weg is 4 kilometer lang en voert voor een deel daarvan door de Loosdrechtse Plassen.